# دتلف شوسلر

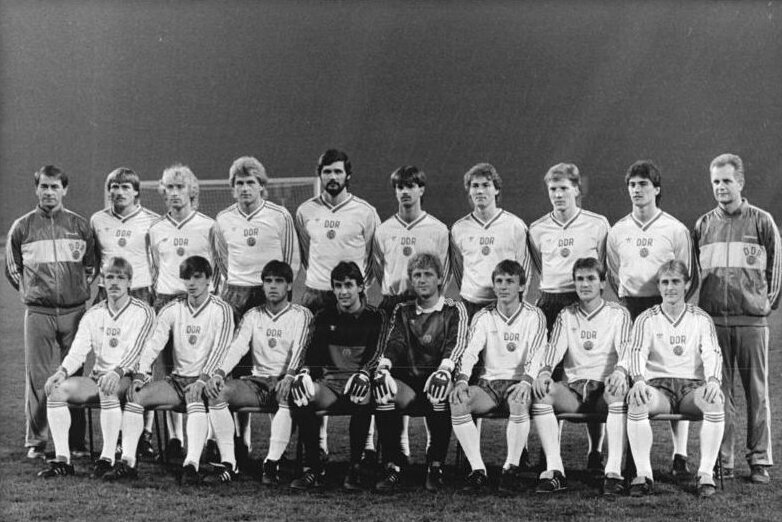
دتلف شوسلر در میان هم تیمی هایش

دتلف شوسلر (به آلمانی: Detlef Schößler) بازیکن فوتبال و مدافع اهل آلمان شرقی بود که از سال ۱۹۸۶ میلادی عضو تیم ملی فوتبال آلمان شرقی بوده‌است. وی در ۱۸ بازی ملی حضور داشته و در بازی‌های ملی‌اش گلی به ثمر نرساند. دتلف شوسلر آخرین بازی ملی خود را در سال ۱۹۹۰ میلادی انجام داد.